# Club Esportiu Mediterrani
El Club Esportiu Mediterrani es un club deportivo fundado en el año 1931 por un grupo de entusiastas del deporte en particular de la natación, que frecuentaban la playa de la Barceloneta  y la piscina de los baños de La deliciosa situados en Barcelona, España.
Se practican varios deportes, pero fundamentalmente natación y waterpolo.

## Historia
El 3 de julio de 1931 es fundado el CE Mediterrani por un grupo de entusiastas del deporte, en particular de la natación, que frecuentaban la playa de la Barceloneta y la piscina de los baños "La Deliciosa" situados en el marinero barrio de Barcelona. Después de varios emplazamientos donde el club tenía básicamente un local social y secretaría, en 1943, se planteó una profunda crisis entre los 263 socios del club, que dio como resultado una escisión de la que derivaron dos sucesos importantes la abril de 1944: la inauguración de la CE Mediterrani en una nueva ubicación y la fundación del CN Montjuïc. De la conmoción social que se derivó de la crisis directiva comportó, el arrendamiento de los depósitos de la antigua fábrica del "Vapor Vell", ubicados en la calle Galileo 49 , que, en el periodo de la guerra civil 1936-1939, ya se habían habilitado como piscinas de recreo. 
Así, en abril de 1944, el Club inauguraba su piscina y se establecía en Sants. En septiembre de 1975, la tensión se impuso nuevamente en la vida del club, para que los nuevos propietarios de los locales, con el propósito de edificar unos grandes almacenes, propusieron la rescisión del contrato de arrendamiento, con el ofrecimiento de la correspondiente compensación económica. En febrero llegó la oferta de los terrenos solicitados, el Club alcanzaba unas posibilidades trascendentales. La estancia del Club en la calle Galileo terminó el 30 de septiembre de 1976. El 1 de octubre toma posesión de la nueva sede en la c. Regent Mendieta, 14-20 (Sants, posteriormente, Les Corts). Como resultado de largas gestiones económicas y angustias protocolarias, el 20 de octubre de 1979 funcionan las nuevas instalaciones, con piscina cubierta y a partir de aquí comienza una nueva etapa de estructuración de la Entidad, con el peso los nuevos compromisos económicos adquiridos. La actividad deportiva se reanuda con un nuevo entusiasmo, se adjunta el plantel de nadadores y waterpolistas que pasaron los últimos tres años entrenando en la piscina Sant Jordi, en horarios limitadísimos. Comienza un período determinante de crecimiento social y deportivo del club.
Durante el año 1985, ante la falta de espacio y la necesidad de expansión para satisfacer cada vez más cuantioso número de socios, se localizó una finca, a poca distancia de la sede de la calle Regent Mendieta, en el deportivo barrio de Sants. El lugar era la totalidad del interior de la isla y edificación modernista de la antigua fábrica textil "Serra i Ballet", construida en 1906 y en funcionamiento hasta 1982. El 20 de junio de 1987, se inauguran oficialmente las instalaciones de la calle Begur, incluida la piscina de competición al aire libre.

## Palmarés

### Equipo masculino
- Campeón de la Copa del Rey (1): 1993.

### Equipo femenino
- Campeón de la Liga (11): 1990, 1992, 1993, 1994, 1995, 1996, 1997, 1998, 1999, 2003 y 2010.
- Campeón de la Copa de la Reina (5): 1997, 1998, 1999, 2000 y 2003.
- Campeón de la Copa de Cataluña (1): 2008.